# Marcus King
Pour les articles homonymes, voir King.
Marcus King, né le 11 mars 1996 à Greenville (Caroline du Sud), est un chanteur, guitariste et auteur-compositeur de blues-rock sudiste américain. Initialement connu pour son groupe The Marcus King Band formé en 2013, il a entamé une carrière solo en 2020 avec l'album El Dorado qui lui a valu d'être nommé lors de la 63e cérémonie des Grammy Awards dans la catégorie du meilleur album d'Americana Music.

## Biographie
Marcus King est issu d'une famille de musiciens de Caroline du Sud : son père Marvin King était un guitariste de blues et son grand-père Bill King était un musicien de country & western connu localement. Marcus apprend à jouer de la guitare auprès de son père, et il commence à se produire sur scène avec lui à l'âge de huit ans. Leurs références sont alors les trois King (B.B. King, Albert King et Freddie King), Robert Johnson, Jeff Beck, Jimi Hendrix et Eric Clapton. Marcus est ensuite influencé par le rock sudiste, en particulier par les Allman Brothers et ses guitaristes Duane Allman et Dickey Betts. 
En 2013, il fonde son groupe The Marcus King Band avec le batteur Jack Ryan, le bassiste Stephen Campbell, le trompettiste / tromboniste Justin Johnson, le saxophoniste Dean Mitchell et un claviériste.
Ils enregistrent trois albums, le premier en 2015 sur le label de Warren Haynes Evil Teen Records, les deux suivants en 2016 et 2018 chez Fantasy Records. Ils tournent régulièrement, tant aux États-Unis, où ils participent au Loch'n Festival en 2017-2019-2020, qu'à l'étranger. C'est ainsi qu'on peut les voir  à Paris à la Cigale en mai 2018 et à l'Alhambra en mars 2020. 
En 2020, Marcus King entame une carrière solo avec la sortie d'un premier album, El Dorado produit par Dan Auerbach des Black Keys. Un second album, Young Blood toujours produit par Auerbach suit en 2022, auquel participent Derek Trucks et Warren Haynes qui lui accordent de la sorte la reconnaissance de ses pairs.
À la fin de l'année 2022, après une tournée harassante sur la côte est, King est au fond du trou et se laisse envahir par des idées morbides. Il fait alors la connaissance à Raleigh (NC) de la chanteuse country et influenceuse Briley Hussey qu'il demande en mariage le jour même de leur rencontre. C'est pour King l'occasion d'une véritable rédemption dont il attribue le mérite à celle qu'il considère dès lors comme sa muse. Leur mariage est célébré le 19 février 2023 dans le somptueux Schermerhorn Symphony Center (en) .
À la même époque, le célèbre producteur musical Rick Rubin propose à Marcus de venir travailler son nouvel album dans les studios Shangri-La de Malibu. Le résultat de cette collaboration est l'album Mood Swings, publié en avril 2024, aux couleurs plutôt soul, dans lequel King s'est réinventé et où chaque titre bénéficie d'un son spécifique. Cette même année, il joue à Paso Robles, Californie, au Whale Rock music and arts festival.

## Guitares et matériel
Marcus King a commencé à jouer sur une Gibson SG achetée d'occasion lorsqu'il avait onze ans. Celle-ci est devenue sa guitare de secours lorsqu'il a récupéré la Gibson ES-345  de son grand-père. La marque Gibson fabrique depuis une réédition de cette guitare dénommée Gibson Custom Shop Marcus King 1962 customisée à l'attention du jeune guitariste avec l'adjonction d'un vibrato, ce qui lui permet de ne plus emporter en tournée sa guitare vintage avec les risques que cela comporte. En 2022, il s'est mis à utiliser aussi sur scène une Gibson Les Paul également customisée par l'adjonction d'un vibrato.
Comme amplis, il utilise simultanément un Super Reverb Blackface Fender de 1965 et un Marshall MG 101 avec des baffles Marshall 412 afin de combiner le son strident du second avec celui plus doux du premier.

## Discographie

### Singles
- 2019 : The Well
- 2019 : One Day She's Here
- 2022 : Hard Working Woman
- 2022 : Blood on the Tracks
- 2024 : Mood Swings
- 2024 : Sucker (extrait de la B.O. de la série Arcane saison 2).

### Albums solo
- 2020 : El Dorado (Fantasy Records)
- 2022 : Young Blood (Easy Eye Sound)[9]
- 2024 : Mood Swings (Republic Records)[6].